# Kusma Nikitowitsch Galizki
Kusma Nikitowitsch Galizki (russisch Кузьма Никитович Галицкий; * 12. Oktoberjul. / 24. Oktober 1897greg.
in Taganrog; † 14. März 1973 in Moskau) war ein sowjetischer Armeegeneral, im Zweiten Weltkrieg Armeeführer und Held der Sowjetunion.

## Leben

### Frühe Karriere
Galizki entstammte einer Arbeiterfamilie und wurde 1897 im südlichen Russland geboren. Nach dem Abschluss der Grundschule arbeitete er bei der Eisenbahnstation in Taganrog. 1917 wurde er in die zaristische Armee einberufen, wo er es zum Unteroffizier brachte. 1918 wurde er Mitglied der Kommunistischen Partei und kämpfte während des Russischen Bürgerkrieges bei der Roten Armee. Er befehligte nacheinander einen Zug, eine Kompanie und ein Bataillon. Als stellvertretender Stabschef einer Brigade diente er 1919/20 bei der Süd- und Südwestfront.

### Zwischenkriegszeit
1922 hatte Galizki einen politischen Kurs auf der Komintern-Schule belegt und 1927 die Frunse-Militärakademie abgeschlossen. Danach wurde er Stabschef eines Schützenregimentes, seit 1928 Chef der wissenschaftlichen Abteilung der Frunse-Akademie und seit 1930 Vorstand in diesem Bereich. Seit 1931 war er Kommandeur eines Schützenregimentes und vom Januar bis Mai 1934 war er stellvertretender Chef der Kampftraining-Abteilung im Moskauer Militärbezirk. Danach diente er als Adjutant des Kommandeurs der 3. „Krimskaya“-Schützendivision, von September bis November 1937 diente er als Stabschef des Militärbezirks Charkow. Im November 1937 übernahm er die Führung der 90. Schützendivision im Militärbezirk Leningrad. Am 20. Februar 1938 wurde er zum Brigade-Kommandeur (Kombrig) befördert.
Während der stalinschen Säuberungen wurde Galizki im Juli 1938 wegen angeblicher anti-sowjetischer Agitation verhaftet und verblieb bis Mai 1939 im Gefängnis. Nach dem Sturz von Jeschow wurde er freigelassen. Im Winterkrieg gegen Finnland erhielt er im Dezember 1939 das Kommando über die 24. Schützendivision und machte erste Erfahrung beim Durchbruch einer Festungslinie. Am 4. Juni 1940 war er zum Generalmajor aufgestiegen.

### Im Deutsch-Sowjetischen Krieg
Während des deutschen Angriffes auf die Sowjetunion (22. Juni 1941) führte er die in Belarus eingesetzte 24. Schützen-Division im Rahmen der 13. Armee unter General Filatow. Während der Rückzugskämpfe aus Raum Grodno wurde seine Truppen während der Kesselschlacht von Minsk zwischen 25. und 29. Juni durch deutsche Truppen eingekesselt. Bis Mitte Juli konnte aber ein Teil seiner Truppen und Galizki nach Osten ausbrechen. Die verlorene Truppenfahne wurde von Zivilisten gefunden, vergraben und 1944 der Roten Armee zurückerstattet. Während der Kesselschlacht bei Smolensk führte Galizki bei der neugebildeten Zentralfront das 67. Schützenkorps der 21. Armee. Am 13. August 1941 wurde er schwer verwundet und kam für fast ein Jahr ins Hospital, insgesamt wurde er bei den Kämpfen nahe Gomel sogar dreimal verwundet.
Nachdem seiner Genesung fungierte er kurzfristig als Stellvertreter der 1. Stoßarmee, vom 25. August 1942 bis zum 20. November 1943 hatte er das Kommando über die 3. Stoßarmee der Kalinin-Front. Unter seinem Oberbefehl wurde eine erste erfolgreiche Einkesselungsoperation der Roten Armee durchgeführt. In der Schlacht von Welikije Luki verhinderte er einen Entsatzversuch deutscher Verbände in Richtung auf Newel. Am 30. Januar 1943 wurde er zum Generalleutnant befördert.
Von November 1943 bis zum Mai 1945 war Galizki Kommandeur der 11. Garde-Armee und nahm an der Gorodoker- und Witebsker-Operation teil. Für seinen Beitrag zum Gelingen der Operation Bagration erwarb sich Galizki am 28. Juni 1944 den Rang Generaloberst. Im Oktober 1944 waren seine Truppen beim ersten Einfall in Ostpreußen während der Gumbinnen-Goldaper-Operation hauptverantwortlich für das Massaker von Nemmersdorf. Im Januar nahm er im Bereich der 3. Weißrussischen Front an der Schlacht um Ostpreußen teil. Wie die nördlicher stehende 43. Armee (General A.P. Beloborodow) spielte auch seine Armee eine wichtige Rolle in der Schlacht um Königsberg. Für den erfolgreichen Sturm auf die Festung wurde Galizki am 19. April 1945 mit dem Titel Held der Sowjetunion ausgezeichnet. Am 25. April 1945 wurde Pillau als letzte ostpreußische Stadt von Truppen der 11. Garde-Armee erobert.

### Nachkriegszeit
Nach dem Krieg wurde er nacheinander Kommandeur des Osobi- (1945–1946), Prikarpatski- (1946–1951) und Odesser (1951–1954) Militärbezirks. Von 1954 bis 1955 führte er im Bezirk
Moskau die Flugabwehrtruppen, von 1955 bis 1958 hatte er den Befehl der nördlichen Heeresgruppe und im Anschluss führte er bis 1961 den Militärbezirk Transkaukasus. Am 11. März 1955 stieg er zum Armeegeneral auf, 1962 legte er seinen Rücktritt ein.
Galizki verfasste zu seinem Kriegsdienst zwei Abhandlungen und war von 1946 bis 1962 auch Abgeordneter beim Obersten Sowjet der UdSSR. Nach dem Rücktritt aus der Roten Armee zog er sich nach Moskau zurück, wo er in dem Haus an der Uferstraße lebte. Er starb 1973 und wurde im Nowodewitschi-Friedhof beigesetzt.

## Auszeichnungen
- Medaille „Goldener Stern“ (Number 5036) zum Ehrentitel Held der Sowjetunion
- 4 Leninorden
- 4 Rotbannerorden
- Suworoworden 1. Klasse
- Kutusoworden 1. Klasse
- Bogdan-Chmelnizki-Orden 1. Klasse
- Orden des Roten Sterns
- Polen Orden